# Binod Chaudhary
Binod Chaudhary (tiếng Nepal: बिनोद चौधरि; sinh ngày 14 tháng 4 năm 1955) là một doanh nhân người Nepal, một nhà công nghiệp và cũng nhà một nhà từ thiện. Ông hiện đang là Chủ tịch của Tập đoàn Chaudhary (CG), một tập đoàn đa quốc gia bao gồm 80 công ty có mặt tại nhiều quốc gia trên thế giới. Chaudhary cũng là tỷ phú đầu tiên của Nepal được liệt kê trong danh sách của Forbes.
Bên cạnh công việc kinh doanh, Chaudhary cũng đã tham gia vào nhiều lĩnh vực khác trong chính phủ và xã hội. Ông làm việc như một thành viên của hội đồng lập hiến và Quốc hội Nepal từ tháng 4 năm 2008 đến tháng 5 năm 2012. CG Foundation là một công ty con của ông hoạt động trong các vấn đề về phúc lợi xã hội và ông thường đóng góp trong các lĩnh vực nghệ thuật, âm nhạc và văn học.

## Cuộc sống
Chaudhary được sinh ra và lớn lên trong một gia đình ở thủ đô Kathmandu, có bố mẹ là Lunkaran Das và Ganga Devi Chaudhary cùng hai em trai Arun Chaudhary và Basant Chaudhary.
Ông nội của ông vốn là một nhà kinh doanh dệt may và sở hữu một cửa hàng dệt may nhỏ. Cha ông chuyển giao cửa hàng cho Arun Emporium, được coi là nền móng của CG. Chaudhary sau đó đã chuyển đổi và đưa cửa hàng dần trở thành tập đoàn lớn, một trong số những doanh nghiệp lớn nhất Nepal. Ông đã gác công việc học tập của mình lại và bắt đầu kinh doanh khi mới ở tuổi 18, lúc đó cha của ông đã bị bệnh tim.
Chaudhary đã kết hôn với Sarika và họ đã có với nhau ba người con.

## Sự nghiệp kinh doanh
Lấy cảm hứng từ người cha cần cù của mình, Chaudhary luôn ước mơ để trở thành một nhà công nghiệp lớn của Nepal. Với hơn bốn thập kỷ làm việc chăm chỉ liên tục, ông đã hiện thức hóa những giấc mơ của mình bằng việc phát triển Tập đoàn Chaudhary trở thành tập đoàn lớn nhất Nepal có giá trị lên 1 tỷ đôla và nhiều hơn thế nữa. Tạp chí Forbes đã liệt kê ông là một tỷ phú vào năm 2014 và ông đứng ở vị trí thứ 1460 trong danh sách những người giàu nhất thế giới.
Ngày nay, CG là một tập đoàn đa quốc gia với gần 80 công ty trải rộng khắp năm châu lục. Nó có hơn 60 nhãn hiệu tại 30 quốc gia với hơn 6000 nhân viên. Trong số các thương hiệu thực phẩm của tập đoàn, mì 'Wai Wai' được coi là đơn vị thành công nhất. Thương hiệu sản xuất mì nổi tiếng này cung cấp hơn một tỷ gói mì mỗi năm và có mặt tại hơn 35 quốc gia trên toàn thế giới. Một số lĩnh vực kinh doanh khác của tập đoàn bao gồm tài chính, ngân hàng, xi măng, bất động sản, khách sạn, thiết bị điện tử và dân dụng, giáo dục, năng lượng, công nghệ sinh học, điện, bán lẻ.

## Từ thiện
Chaudhary đã thành lập CG Foundation như là một trong những tổ chức có đóng góp đáng kể trong lĩnh vực giáo dục, y tế, thể thao và quyền trẻ em.
Gyan Udaya là một quỹ học bổng cho các học sinh nghèo (đã có hơn 350 sinh viên đã nhận được học bổng này) hay Samata Siksha Niketan, một quỹ tín dụng của CG Foundation cung cấp 3,5 triệu Rs cho cơ sở hạ tầng là một số sáng kiến chính được thực hiện trong lĩnh vực giáo dục. Tương tự như vậy, CG Operation Dristi cung cấp dịch vụ chăm sóc mắt và CG Medicare cung cấp dịch vụ y tế cho người dân địa phương.
Hơn nữa, Chaudhary đã thực hiện nhiều sáng kiến mới như Gen Nep và Quỹ Xây dựng Nhà ở Xã hội để cải thiện tình hình tài chính trong nhiều lĩnh vực của Nepal thông qua các hoạt động kinh doanh xã hội.
Đầu năm 2015, Nepal đã phải hứng chịu trận động đất kinh hoàng khiến hơn 8.126 người chết, 18.946 người bị thương và hàng ngàn ngôi nhà bị phá hủy. Trước khó khăn đó của quốc gia, Chaudhary cùng với tập đoàn của ông đã cam kết sẽ xây dựng khoảng 1.000 ngôi nhà với số tiền riêng của mình và họ sẽ kêu gọi hợp tác với các tổ chức tài trợ khác để xây dựng 9.000 ngôi nhà còn lại trong thời gian 6 tháng tới, với giá trị của mỗi ngôi nhà ước tính khoảng 700 đôla Mỹ (USD). Ngoài ra, hơn 100 trường tiểu học sẽ được sửa sang cùng với những chính sách để tạo việc làm, xây dựng cơ sở hạ tầng, chấm dứt tình trạng mất điện.